# آشاغی جامباز (چیلدیر)
آشاغی جامباز (به ترکی استانبولی: Aşağıcambaz) یک منطقهٔ مسکونی در ترکیه است که در چیلدیر واقع شده‌است.